# Amantis irina
Amantis irina är en bönsyrseart som beskrevs av Henri Saussure 1870. Amantis irina ingår i släktet Amantis och familjen Mantidae. Inga underarter finns listade i Catalogue of Life.